# Halmosd
Halmosd (románul: Halmășd) település Romániában, Szilágy megyében.

## Fekvése
Szilágysomlyótól délnyugatra, a Réz-hegység keleti nyúlványai alatt, Szilágycseres és Detrehem között fekvő település.

## Története
A fennmaradt néphagyomány szerint a község a magyarok bejövetelekor keletkezett.
Nevét az oklevelek 1341-ben említették először, ekkor Dancs mestert iktatták be birtokába, de Gergely fia Jakab ellentmondott.
Ekkor Kraszna vármegyei helység volt, és Valkó várához tartozott.
1481 és 1648 között a Bánffy- és a Báthori-család birtoka volt.
1648-ban I. Rákóczi György volt birtokosa volt, majd a Kincstáré lett.
1670-ben Kémeri Látrai János és Csekei Kendi Ádámné Látrán Borbála birtoka volt, aki Borbély Andrásnak és feleségének zálogosította el.
1715-ben lakatlan, 1720-ban 17 háztartás fizetett itt adót.
1729-ben Czikus Péter és fia János is birtokos volt itt.
1760-ban a Bánffyak voltak fő birtokosai.
1808-as összeíráskor Kenderesi, báró Bánffy, gróf Bánffy, Bordás, Brága, Csatári, Fodor és más családok (összesen 49 család) birtoka volt.
1847-ben 659 lakosa volt, ebből 9 római katolikus, 650 görögkatolikus volt.
1890-ben 1054 lakosából 1 magyar, 38 német, 3 szlovák, 959 román, 53 egyéb nyelvű volt, ebből 5 római katolikus, 1010 görögkatolikus, 1 református, 38 izraelita volt. A házak száma ekkor 218 volt.
1910-ben 1617 lakosa volt, ebből 50 magyar, 364 szlovák, 1149 román, 54 cigány, melyből 365 római katolikus, 1204 görögkatolikus, 45 izraelita volt.

## Nevezetességek
- Ortodox temploma. Anyakönyvet 1812-től vezetnek.
- Új görögkatolikus templom
- Baptista imaház